# Achim Conzelmann
Achim Conzelmann (* 1959 in Tailfingen) ist ein deutscher Sportwissenschaftler.

## Leben
Conzelmann ging in Tailfingen und Ebingen zur Schule, 1979 bestand er am Gymnasium Ebingen das Abitur. Er studierte zwischen 1980 und 1987 die Fächer Sportwissenschaft und Mathematik an der Universität Tübingen.
Von 1987 bis 2003 war er am Institut für Sportwissenschaft der Universität Tübingen beschäftigt, wo er 1995 promovierte. Für seine Dissertation Entwicklung konditioneller Fähigkeiten im Erwachsenenalter wurde Conzelmann 1996 mit der Carl-Diem-Plakette des Deutschen Sportbundes (heute: Wissenschaftspreis des Deutschen Olympischen Sportbundes) ausgezeichnet.
2000 habilitierte er sich an der Universität Tübingen und erhielt die Lehrberechtigung im Fach Sportwissenschaft. Der Titel seiner Habilitationsschrift lautete Individuelle Entwicklungsverläufe im und durch Sport – ein Beitrag zum Thema ’Sport und Persönlichkeitsentwicklung’. Zwischen 2003 und 2005 war er Außerordentlicher Professor für Sportwissenschaft mit den Schwerpunkten Sportpsychologie und Bewegungswissenschaft an der Christian-Albrechts-Universität zu Kiel.
2005 wurde er Ordentlicher Professor für Sportwissenschaft an der Universität Bern. Von 2005 bis 2015 war Conzelmann Direktor des Instituts für Sportwissenschaft der Universität Bern. Von 2013 bis 2015 amtete er als Dekan der Philosophisch-humanwissenschaftlichen Fakultät der Universität Bern. Seit 2016 ist Conzelmann Vizerektor Entwicklung der Universität Bern.
Von 2005 bis 2009 war Conzelmann als Beisitzer im Vorstand der Arbeitsgemeinschaft für Sportpsychologie in Deutschland vertreten. Von 2012 bis 2016 war Conzelmann Präsident der Sportwissenschaftlichen Gesellschaft der Schweiz. 2015 übernahm er den Vorsitz des Kuratoriums für die Verleihung des Wissenschaftspreises des Deutschen Olympischen Sportbundes. Auf Verbandsebene saß Conzelmann von 1997 bis 2008 im sportwissenschaftlichen Ausschuss des Deutschen Tennis Bundes (DTB), von 1997 bis 2002 zählte er zur DTB-Lehrgruppe.
Im Jahr 2022 wurde Conzelmann der von der Arbeitsgemeinschaft für Sportpsychologie in Deutschland vergebene Preis „Die goldene Hand“ verliehen, mit dem die Leistungen bei der Betreuung von Doktorarbeiten gewürdigt werden.
Seine Forschungsschwerpunkte umfassen unter anderem die Themengebiete „Persönlichkeitsentwicklung im und durch Sport“, motorische Entwicklung in der Lebensspanne, Differentielle Sportberatung im Erwachsenenalter, Alterssport, die Talentforschung, die Rolle von Sportvereinen sowie „Psychologische Wirkungsanalysen im Schulsport“. Conzelmann brachte unter anderem die wissenschaftliche Methode der Lebenslaufanalyse zum Einsatz. 2001 veröffentlichte er das Werk Sport und Persönlichkeitsentwicklung. Möglichkeiten und Grenzen von Lebenslaufanalysen sowie im selben Jahr als Mitverfasser das Buch Hochleistungssport – Persönlicher Gewinn oder Verlust? Lebensläufe von Olympioniken. Zur Talentthematik leitete er mehrere Forschungsprojekte, darunter „Dynamische Talentdiagnostik im Fussball – eine prospektive Längsschnittstudie“ in den Jahren 2015 bis 2018, von 2012 bis 2014 „Talentselektion im Nachwuchsfussball in der Region Bern“, zwischen 2008 und 2012 das Projekt „Talentförderung und Talentidentifikation im Alpinen Skirennsport“ sowie von 2003 bis 2007 „Talentkriterien im Tennis – eine prospektive Längsschnittstudie“.

## Ausgewählte Publikationen
- A. Conzelmann: Entwicklung konditioneller Fähigkeiten im Erwachsenenalter. (= Wissenschaftliche Schriftenreihe des Deutschen Sportbundes. Band 29). Hofmann, Schorndorf 1997.
- A. Conzelmann: Sport und Persönlichkeitsentwicklung. Möglichkeiten und Grenzen von Lebenslaufanalysen. (= Sportwissenschaft. Band 29). Hofmann, Schorndorf 2001.
- A. Conzelmann, H. Gabler, S. Nagel: Hochleistungssport – Persönlicher Gewinn oder Verlust? Lebensläufe von Olympioniken. Attempto, Tübingen 2001.
- J. Baur, K. Bös, A. Conzelmann, R. Singer (Hrsg.): Handbuch Motorische Entwicklung. 2., vollst. überarb. Auflage. Hofmann, Schorndorf 2009.
- A. Conzelmann: Differentielle Sportpsychologie – Sport und Persönlichkeit. In: W. Schlicht, B. Strauß (Hrsg.): Enzyklopädie der Psychologie: Themenbereich D Praxisgebiete, Serie V Sportpsychologie. Band 1 Grundlagen der Sportpsychologie. Hogrefe, Göttingen 2009, S. 375–439.
- A. Conzelmann, M. Schmidt, S. Valkanover: Persönlichkeitsentwicklung durch Schulsport. Theorie, Empirie und Praxisbausteine der Berner Interventionsstudie Schulsport (BISS). Huber, Bern 2011.